# Stefan Jodłowski

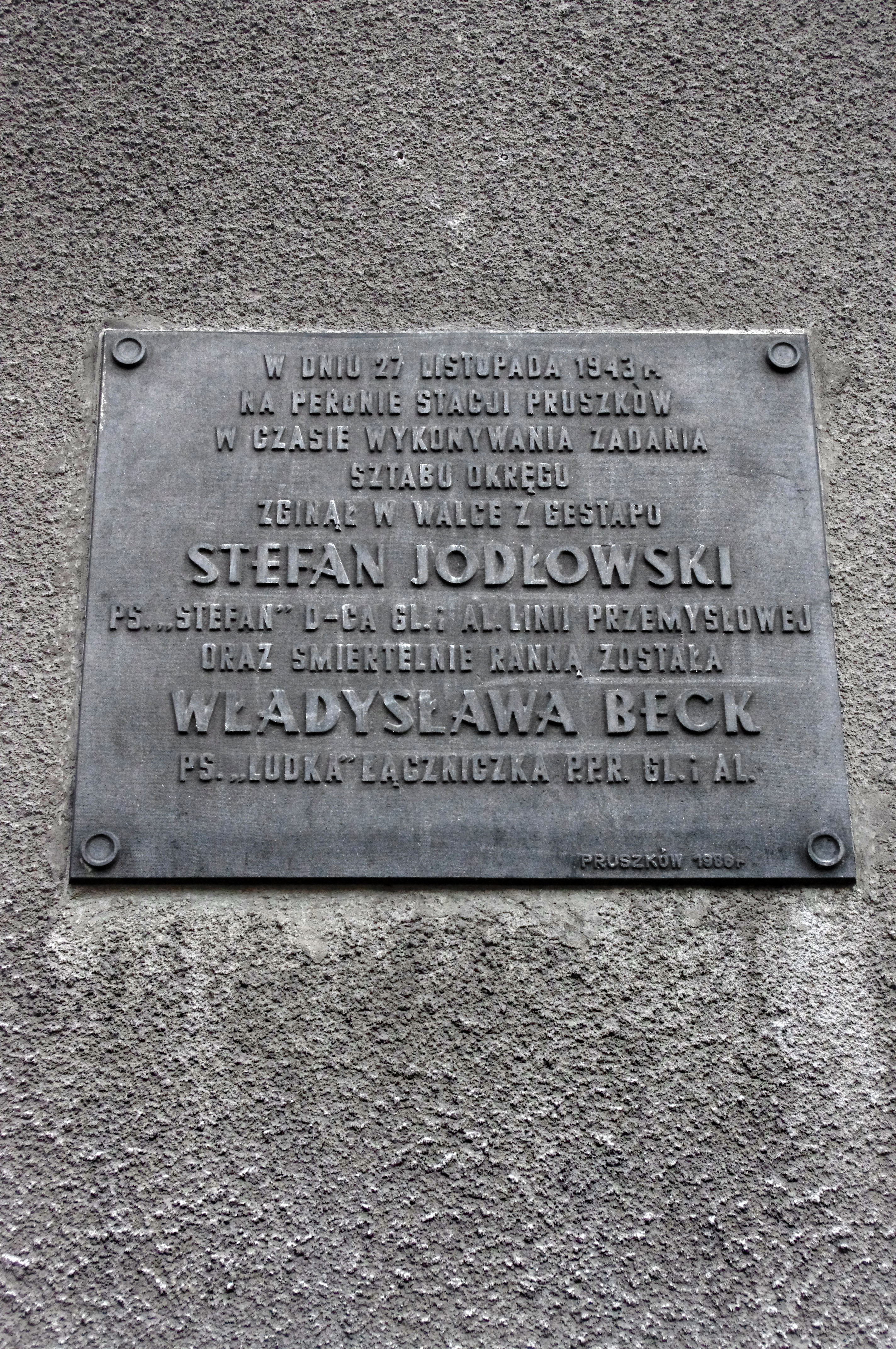
Tablica upamiętniająca śmierć Stefana Jodłowskiego i Władysławy Beck podczas próby aresztowania przez gestapo 27 listopada 1943 r., na budynku stacji kolejowej w Pruszkowie

Stefan Jodłowski ps. „Stefan” (ur. 29 lipca 1907 w Żyrardowie, zm. 28 listopada 1943 w Pruszkowie) – polski partyzant i działacz komunistyczny, żołnierz Gwardii Ludowej, wykonawca wyroku na szefie żyrardowskiego NSDAP Arno Dachsie.

## Życiorys
Z zawodu był ślusarzem mechanikiem, pracownikiem Zakładów Żyrardowskich. Walczył w wojnie obronnej Polski. W 1941 przystąpił do Stowarzyszenia Przyjaciół ZSRR, następnie zaś współorganizował Polską Partię Robotniczą w Żyrardowie, zostając członkiem jej Komitetu Miejskiego. Był współtwórcą specjalnej grupy wypadowej Gwardii Ludowej „Burza” oraz wykonawca szeregu jej akcji bojowych. 19 czerwca 1943 uczestniczył w akcji ekspropriacyjnej w Zakładach Żyrardowskich (zdobyto 250 tys. złotych), zaś 25 sierpnia tego roku wykonał wyrok na jednym z dyrektorów Zakładów Żyrardowskich i szefie lokalnej komórki NSDAP Arno Dachsie. W dniach 26-27 września 1943 kierował grupą wypadową „Burza” podczas akcji rozkręcania szyn kolei na trasie Żyrardów – Skierniewice. Od 1943 sprawował funkcję dowódcy Terytorium nr 1 okręgu Warszawa Lewa Podmiejska, był członkiem sztabu okręgowego Gwardii Ludowej Warszawa Lewa Podmiejska.
Zginął 28 listopada 1943 podczas akcji bojowej otoczony na dworcu kolejowym w Pruszkowie przez lokalne Gestapo. Na osiem dni przed śmiercią awansowany do stopnia porucznika, pośmiertnie do stopnia kapitana. Odznaczony także Krzyżem Grunwaldu III klasy.
Do 2017 był patronem ulicy w Żyrardowie.